# Juliette Adam

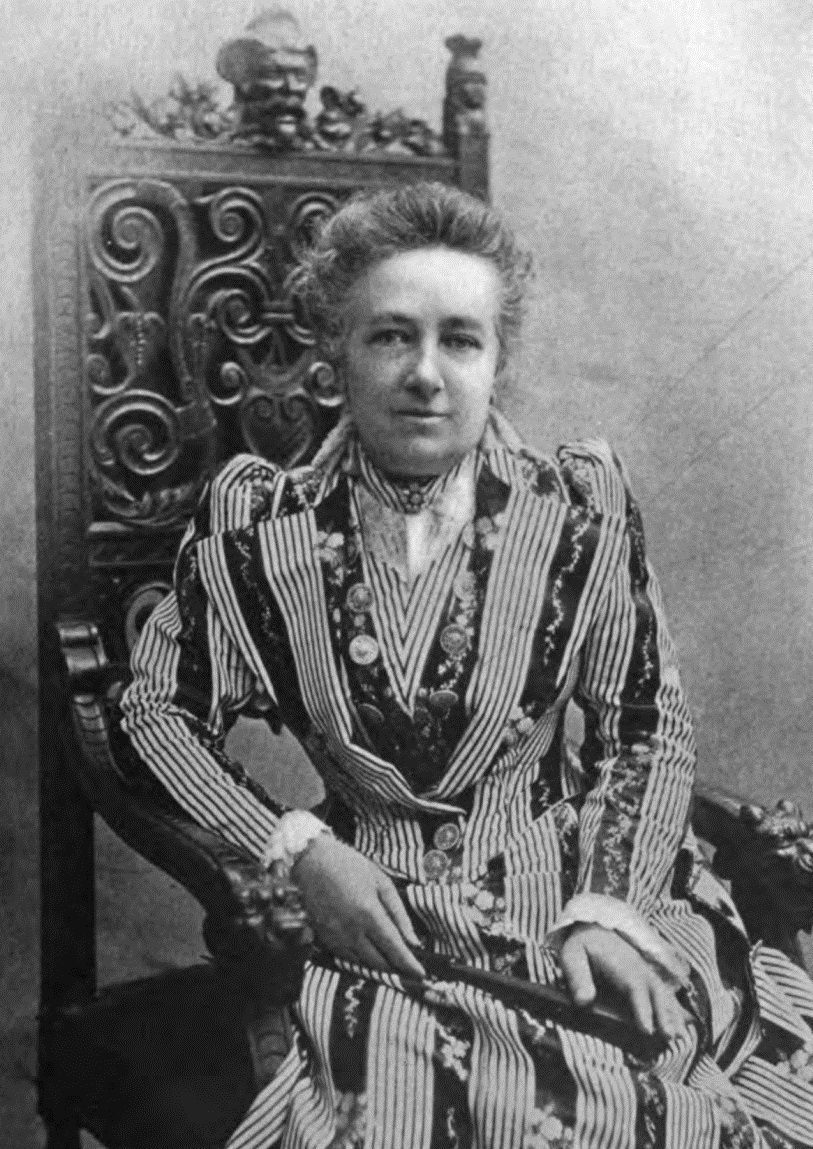
Juliette Adam.

Juliette Adam, född Lambert 4 oktober 1836, död 23 augusti 1936, var en fransk författare och salongsvärd.

## Biografi
Juliette Adam var i sitt andra äktenskap gift med polisprefekten och slutligen senatorn Edmond Adam. Juliette Adam bildade i sitt hem i Paris en salong av både politisk och litterär karaktär, där under dess glansperiod Léon Gambetta och hans partivänner samlades. Från 1879 utgav hon tidskriften "La Nouvelle Revue", under en följd av år som ensam redaktör. Som republikan och nationalist omhuldade hon revanschtanken mot Tyskland. 
Hennes tidigaste författarskap stod under inflytande av George Sand (Idées antiproudhoniennes sur l'amour, les femmes et le mariage (1858)). Av hennes novellistik brukar Païenne betraktas som hennes bästa arbete. I sin tidskrift författade Juliette Adam de utrikespolitiska översikterna. Man tillskrev henne även den serie skildringar av europeiska huvudstäders salonger, som 1884-89 publicerades under pseudonymen Paul Vasili, men där har flera författare samarbetat. 
Även August Strindberg försökte medarbeta: August Strindberg skriver den 14 juni 1885 till Albert Bonnier:
"...Saken är den att jag under pseudonymen ('omärkt hund') Paul Vasili (Société de Berlin, Londres etc) har börjat skrifva på Franska La Société de Stockholm, som Mme Adam reviderar om och publicerar i Nouvelle Revue att sedan öfversättas på en mängd språk, hvaribland på Svenska." Ännu under världskriget 1914-1918 skrev Adam med häftighet mot tyskarna.